# Jakob Grob
Jakob Grob (Obstalden, 28 de marzo de 1939) es un deportista suizo que compitió en remo. Participó en los Juegos Olímpicos de México 1968, obteniendo una medalla de bronce en la prueba de cuatro con timonel.

## Palmarés internacional
| Juegos Olímpicos | Juegos Olímpicos          | Juegos Olímpicos  | Juegos Olímpicos   |
| Año              | Lugar                     | Medalla           | Prueba             |
| ---------------- | ------------------------- | ----------------- | ------------------ |
| 1968             | Ciudad de México (México) | Medalla de bronce | Cuatro con timonel |